# Skalice (district de Hradec Králové)
Pour les articles homonymes, voir Skalice.
Skalice (en allemand : Großskalitz) est une commune du district de Hradec Králové, dans la région de Hradec Králové, en République tchèque. Sa population s'élevait à 654 habitants en 2022.

## Géographie
Skalice se trouve à 9 km au nord-nord-est de Hradec Králové et à 105 km à l'est-nord-est de Prague.
La commune est limitée par Smiřice au nord, par Smržov au nord-est, par Černilov à l'est et au sud-est, par Hradec Králové au sud, et par Lochenice à l'ouest.

## Histoire
La première mention écrite de la localité date de 1143.

## Administration
La commune se compose de trois sections :
- Skalice
- Číbuz
- Skalička

## Transports
Par la route, Skalice se trouve à 4,2 km de Smiřice, à 9,5 km de Hradec Králové et à 126 km de Prague. 